# Bolbochromus celebensis
Bolbochromus celebensis is een keversoort uit de familie cognackevers (Bolboceratidae). De wetenschappelijke naam van de soort werd in 1914 gepubliceerd door Antoine Boucomont.